# Vuoristorata
Vuoristorata (finnisch für Achterbahn) in Linnanmäki (Helsinki, Uusimaa, Finnland) ist eine Side-Friction-Holzachterbahn, die am 13. Juli 1951 eröffnet wurde. Side Friction bedeutet, dass die Züge keine Räder unter den Schienen besitzen. Ein Abheben der Züge wird hier durch eine oberhalb der Räder liegende Führungsschiene verhindert.
Der Streckenverlauf ist annähernd identisch zu Rutschebanen in Dyrehavsbakken. Mit einer Länge von 960 m (Bakken: 852 m) und einer Höhe von 22,9 m (Bakken: 22 m) ist sie dabei allerdings etwas größer als die Anlage in Bakken. Auch die Höchstgeschwindigkeit ist mit 60 km/h (Bakken: 55 km/h) etwas höher, als Rutschebanen in Bakken.
Sie ist neben Rutschebanen in Dyrehavsbakken, Rutschebanen im Tivoli (Kopenhagen) und Bergbanan in Liseberg eine von nur vier Achterbahnen des Herstellers Valdemar Lebech.

## Züge
Vuoristorata besitzt vier Züge mit jeweils vier Wagen. In jedem Wagen können sechs Personen (drei Reihen à zwei Personen) Platz nehmen. Da die Bahn nicht über ein automatisches Bremssystem verfügt, sitzt in der letzten Reihe von jedem Zug der Bremser, der die Aufgabe hat, den Zug abzubremsen.